# Antonio García Ponce
Antonio García Ponce (18 de agosto de 1938 en Guazapa, San Salvador - El Salvador, 20 de junio de 2009) pintor salvadoreño. García Ponce es considerado uno de los pintores de El Salvador más importante gracias a su distinguida trayectoria. Fue condecorado con el título de "Distinguido Artista de El Salvador" por la Asamblea Legislativa por sus obras y aportes al mundo de la pintura.

## Biografía
Antonio García ponce nació el 18 de agosto de 1938 en Guazapa, San Salvador, hijo de Jesús Ponce y María Evangelina García. A temprana edad, su madre lo inscribió en la Academia de Pintura y Dibujo "Valero Lecha", gracias a que, desde temprana edad, mostró interés y aptitudes para el dibujo.
García Ponce formó parte de esta academia en los períodos de 1951 a 1954 y posteriormente en los años de 1963 y 1966. A la corta edad de 14 años ganó su primer concurso de dibujo en La Habana, Cuba. Además, estudió diferentes técnicas artísticas en el extranjero. Estudió litografía y grabado en metal en el Instituto Pratt y lenguaje visual en la Visual School, ambas en Nueva York, Estados Unidos. También estudió mixografía en el Taller Libre del IMBA, en la Ciudad de México.

## Obra
Este distinguido pintor salvadoreño dedicó su obra a diferentes estilos pictóricos, entre ellos, la pintura, el dibujo y el grabado. García Ponce es considerado como un artista figurativo expresionista que favorece los temas que tratan una angustia humanista.
Su obra puede dividirse en las siguientes etapas:
- Sus comienzos con un estilo abstracto, entre 1960 a 1970. En esta etapa destacó la “Suprema Elegía a Masferrer”. El curador salvadoreño Luis Croquer indicó, con esta pintura, que García Ponce demuestra ““cómo un artista puede evocar un tema e interpretarlo de manera abstracta… lleno de inscripciones o símbolos (precolombinos)”.
- Posteriormente, tuvo una etapa neo-figurativa, entre 1970 a 1975. Sobre esta etapa, el también destacado pintor salvadoreño, Armando Solís, indicó que “durante este corto período, Ponce, se dedica al dibujo… Llenando de mucha fantasía el fondo y simplemente distorsionando la figura humana como lo hacía José Luis Cuevas (mexicano), quien influyó mucho en su obra”.
- Finalmente, el movimiento artístico del minimalismo, en la década de los 80.

## Distinguido Artista de El Salvador
A través del Decreto N° 49 del 14 de julio de 2009, la Asamblea Legislativa de El Salvador reconoció a Antonio García Ponce como “Distinguido artista de El Salvador”.
El decreto explica que “el pintor salvadoreño Antonio García Ponce, se ha destacado como un artista de grandes méritos, en el desarrollo de las artes plásticas y ha recibido estudios de pintura y dibujo a nivel internacional, así como participado en un sin número de colecciones públicas y privadas, tanto del territorio nacional como a nivel internacional, poniendo en alto el nombre de El Salvador, por lo que es procedente reconocer sus habilidades artísticas”.